# Michael Heaver
Michael Heaver (né le 29 septembre 1989 à Cambridge) est un homme politique britannique.
En 2019 il est élu député européen du parti du Brexit.

## Carrière universitaire
Il a étudié au Coleridge Community College et est diplômé de l'Université d'East Anglia avec un BA en 2011,.

## Carrière politique
Aux élections européennes de 2019, il est, avec Richard Tice et June Mummery, un des trois députés du parti du Brexit élus dans la circonscription d'Angleterre de l'Est.